# Tukes Lagoons
Die Tukes Lagoons sind zwei Seen im Westland District der Region West Coast auf der Südinsel von Neuseeland.

## Geographie
Die Tukes Lagoons bestehen aus zwei flachen, sich immer wieder verändernden Seen am nordnordwestlichen Ende des großen Feuchtgebiets, das als Goves Swamp bezeichnet wird, rund 5 km ostsüdöstlich der Westküste zur Tasmansee und rund 2,5 km nordwestlich einer nordwestlichen Schleife des Hokitika River. Der Lake Mahinapua ist rund 3 km nördlich zu finden und der New Zealand State Highway 6 zieht rund 2 km westlich vorbei.
Die Seen beziehen ihr Wasser aus dem umliegenden Feuchtgebiet und werden über einen nicht näher bezeichneten Creek zum Shooting Creek hin entwässert.